# Рацкевич, Владимир Юльевич
Влади́мир Ю́льевич Рацке́вич (род. 30 мая 1950, Москва, РСФСР, СССР) — российский композитор, мультиинструменталист, продюсер и режиссёр, основатель и лидер нескольких проектов.

## Биография
Владимир Рацкевич родился 30 мая 1950 года в Москве. В 1971 году окончил МИСИ.
В 1967 году на Петровско-Разумовской улице в Москве, совместно с Евгением Авиловым (бас), Александром Меншагиным (барабаны), Юрием Водопьяновым (вокал) и Алексеем Тегиным (гитара), организовал группу «The Saints» («Святые»), которая исполняла произведения из репертуара «The Shadows», «The Ventures», «The Beatles», «The Monkees» и других коллективов.
В 1968 году вместе с Алексеем Тегиным собрал группу «Рубины», в которую также вошли Сергей «Баски» Лешенко (бас, вокал) и Александр Самойлов (барабаны). Первый концерт группы состоялся зимой 1967 года на репетиционной базе, в актовом зале Института физики земли им. О. Ю. Шмидта после торжественного заседания, где были исполнены инструментальные обработки «Битлз» и «Шедоуз». После следующего выступления заведующий залом заявил: «Такой джаз нас не устраивает. Нам нужен настоящий танцевальный оркестр», и группе пришлось искать новую базу.
В 1969 году, после того, как группу покинул Тегин, Рацкевич переименовал «Рубины» в «Рубиновую атаку».
Летом 1972 г. Владимир Рацкевич организовал новую группу и назвал её «Високосное Лето». Первое выступление «Високосного Лета» состоялось в легендарном московском кафе «Синяя птица», состав: Владимир Рацкевич, Александр Зайцев-бас (группа «Садко»), Сергей Шевелев-ударные (группа «Садко»).
Осенью 1972 года «Рубиновая Атака» возобновила активность, но Рацкевич решил не бросать созданный им и уже раскрученный брэнд и даже продюсировал группу «Садко», которая превратилась в «Високосное Лето #2» в составе: Александр Ситковецкий, Крис Кельми, Александр Зайцев, Сергей Шевелев. Позже группа «Високосное Лето» превратилось в «Автограф». В 1973 году, после произошедшей в «Високосном Лете #2» реорганизации, Зайцев и Шевелев сменили в «Рубиновой Атаке» Самойлова и Ляшенко и в этом составе снялись в фильме «Шесть писем о бите». Это была группа «Рубиновая Атака #2» и одновременно «Високосное Лето #1».
В 1976 году в группе «Рубиновая атака» с Рацкевичем начинают работать Илья Дубровский (вокал, бас) и Борис Панкратов (ударные).
Из-за постоянных преследований властей группа вынуждена менять название и выступает под именем «Цитадель».
В 1980 году она стала называться «Теннис».
В 1981 году вновь происходит смена состава, с Рацкевичем играют Андрей Туманов (бас, позже — «Альянс») и Сергей Сафонов (ударные, позже — «Альфа»).
Но уже в 1982 году с возвращением в состав Баски группа вернула себе прежнее название — «Рубины», а третьим участником группы становится Александр Журавлёв, игравший на клавишном «Casio».
В 1984 году вместе с клавишником Николаем Ширяевым собирает проект «Вектор» — первую в России студию компьютерной музыки, где работает в стиле диджея брейк-данса, воспевая эклектику.
В 1988 году совместно с Василием Шумовым организуют независимый лейбл «Лава».
В 1989 году новый лейбл выпускает на студии «Мелодия» четыре пластинки с записями экспериментальной музыки: «Ночного проспекта», «Союза композиторов», Василия Шумова и самого Рацкевича.
В 1989 году Рацкевич вместе с клавишником Олегом Литвишко вторгается в сферу нью-эйджа и электронной музыки. Оба начинают заниматься написанием музыки для различных телепрограмм, заставок, фильмов и рекламных роликов. Сотрудничали с телекомпанией ВИD в качестве авторов музыки к заставке телекомпании и многим её программам. Также в конце 1990-х годов функционировала студия-мастерская Рацкевича «N'..muZic», сотрудничавшая с различными исполнителями и телекомпаниями. Рацкевич использовал синтезатор KAWAI PHm.
На переход в электронику из рок-н-ролла Рацкевича сподвигли богатые возможности, которых можно достичь с помощью компьютерных технологий: «Современные машины позволяют использовать очень интересные звуковые гаммы, которые нет смысла пытаться воспроизвести самому путём непосредственной игры на инструменте».
В 2008 году выходит 10-й CD-альбом — «Ratzkevitch MAH-JONGG», в котором представлена музыка для интеллектуалов.
В конце 2000-х — начале 2010-х годов организовал проект «ZoomRa» (ZoomRa — Fractal Compilation Fest (F.C.F.) Sound ART+Multimedia) для «поиска новых аудио-визуальных палитр для новаторской электронной сцены и создания целого ряда базовых творческих технологий».

## Дискография
- 1990 год — Задача в общем виде («Мелодия») — LP, сопродюсер: Василий Шумов.
- 1991 год — Квадрат спасения («Мелодия») — LP.
- 1991 год — Без дыхания («Мелодия», сборник) — LP.
- 1992 год — Сюита Т (USA-LAVA) — CD.
- 1995 год — Живопись (FeeLee) — CD.
- 1996 год — Песни (FeeLee) — CD.
- 1996 год — Siphilis (FeeLee) — CD.
- 1996 год — Rock’mix’Roll (FeeLee) — CD.
- 1997 год — Муха (FeeLee) — CD.
- 1999 год — Хлорофилл (RoneEs) — CD.
- 2000 год — 33 оборота («Союз») — CD.
- 2002 год — Zoom-Ra (Экзотика) — CD.
- 2008 год — Ratzkevitch MAH-JONGG — CD.

Также записал кавер на песню «It’s No Good» группы «Depeche Mode».

## Фильмография
- 2002 — Линия защиты
- 2000 — Маросейка, 12 (фильмы № 1 и № 2)
- 1994 — Возвращение Будды
- 1992 — Овен

## Телевизионная карьера
Сотрудничал с телекомпанией «ВИD» и каналом «7ТВ», автор музыки к:
- 50х50 (Первая программа ЦТ, 1-й канал Останкино, 2х2, ОРТ, РТР, ТВ-6)
- Поле чудес (Первая программа ЦТ, 1-й канал Останкино, ОРТ, Первый канал — 1990—2024)
- Шоу-биржа (Первая программа ЦТ, Останкино — 1990—1992)
- Обоз (Первая программа ЦТ, 1-й канал Останкино, ОРТ — 1991—1996)
- Тема (Останкино, ОРТ — 1992—2000)[5]
- Политбюро (Останкино, ОРТ — 1992—1995)
- Красный квадрат (Останкино, 1992—1993)
- Человек недели (Останкино, ОРТ — 1993—1995)
- Экслибрис (Останкино, ОРТ — 1994—1995)
- Компьютер-холл (Останкино, ОРТ — 1994—1995)
- Один на один (ОРТ — 1996—1997)
- Высшая лига КВН (ОРТ/Первый канал — 1997—2018, заставка и фанфары) совместно с Олегом Литвишко
- Национальный интерес (РТР, 1997—1999) (совместно с А. Шелыгиным и С. Андрусенко)
- Женские истории (ОРТ — 1997—2001)
- Дежурная часть (РТР — 1997—2002)
- Здесь и сейчас (ОРТ — 1998—2001)
- С лёгким паром! (ОРТ/Первый канал — 1999—2002)
- Телемост Москва — Киев (ОРТ, 1999)
- Планета КВН (ОРТ, РТР — 1999—2002)
- Взгляд (ОРТ, 2000—2001, аранжировка)
- Армейский магазин (ОРТ/Первый канал, 2000—2012, аранжировка)
- Сами с усами (ОРТ/Первый канал — 2001—2003)
- Ударная сила (Первый канал — 2003—2010)
- Оформление телеканала ОРТ (1995—1996)
- Фанфары к заставке телекомпании «ВИD» (1990)
- Антимония (ТВЦ — 2001—2003)
- Футбольный вестник (7ТВ — 2003—2004)
- Оформление телеканала (Ностальгия — 2004-н.в.)
- Оформление телеканала (ОТР — 2023)